# 瓦崗八角石碉樓
瓦崗八角石碉樓位於四川省涼山州木里縣，文物遺址年代判定為明。2012年7月16日公佈為第八批四川省文物保護單位。
瓦崗八角石碉樓位於四川省涼山彝族自治州木里藏族自治縣博瓦區三楠木亞鄉高房3村，建於明末年間。瓦崗八角石碉樓形狀為標準八角碉樓，樓高有約25米左右，牆體厚約2.3米。碉樓內為園形，直徑為3.9米，古碉外圍周長有29.6米，共有20多層，每層高度在l.10米左右，共有18個用於戰時的射擊孔。瓦崗八角古碉樓在建築材料上是使用當地最為普遍的青石塊的青石片加上當地特有的高山黃泥，經過多道工序混合碾壓後使用，至今保存完好。2008年，瓦崗八角石碉樓被木里縣人民政府公佈為縣級文物保護單位。